# 金石線 (北陸鐵道)
金石線（日语：／）是一條連接石川縣金澤市中橋站至大野港站之間，由北陸鐵道營運的鐵路線。該線前身是舊金石馬車鐵道和金石電氣鐵道，當時以軌道法管轄的路線。
此線曾經計劃變型為臨港鐵道與計劃延伸至金澤城。但是由於北陸鐵道實行經營合理化，加上石川縣警察認為廢除此線可預防交通擁堵而引發事故。使此線在1971年（昭和46年）9月1日全線廢除。

## 路線數據（廢除前一刻）
- 路線距離（營業距離）：7.5公里
  - 國鐵金澤站與中橋站之間設有引上線（貨物線）[4]
- 軌距：1067毫米[5]
- 雙線區間：沒有（全線單線）
- 電氣化區間：全線（直流電600V）[5]
  - 長田町變電站（金石電氣鐵道電氣化時）三相感應電動發電機（交流電一方3300V，直流一方550V）直流一方輸出功率75kW[6]

## 歷史
在長田町至金石之間沿金石往還（即現時石川縣道17號金澤港線，通稱：金石街道）行走。
- 1897年（明治30年）
  - 6月3日 - 批出軌道敷設許可（長田町站至金石站之間，全長4.85公里）[4][1]。
  - 8月12日 - 金石馬車鐵道成立[4]。
- 1898年（明治31年）2月5日 - 長田町站至金石站之間（4.85公里）開業（軌距：762毫米，馬車鐵路）[4][1]。
- 1913年（大正2年）2月12日 - 金石電氣鐵道成立[4]。
- 1914年（大正3年）
  - 8月5日 - 金石馬車鐵道被金石電氣鐵道收購[4]。
  - 8月11日 - 長田町站至金石站之間電氣化，軌距改為1067毫米[2][4][8][9]。
- 1918年（大正7年）4月22日 - 批出軌道敷設許可（中橋站至長田町站之間）[4][10]。
- 1920年（大正9年）
  - 8月22日[注 1] - 批出軌道敷設許可（金石站至大野港站之間）[4][1]。
  - 10月22日 - 中橋站至長田町站之間（0.6公里）開業[2][1][8]。
- 1923年（大正12年）8月22日 - 金石站至大野港站之間（2.01公里）開業[2][1][8]。
- 1931年（昭和6年）
  - 6月8日 - 批出軌道敷設許可（松原站至濤濤園前站）[11]。
  - 8月7日 - 松原站（後來名為三善製紙前站）至濤濤園前站之間（0.39公里）開業[4][1][8]。
- 1943年（昭和18年）10月13日 - 基於當時的陸運統制令（日语：陸運統制令），金石電氣鐵道被合併至北陸鐵道。成為北陸鐵道金石線[4][5]。
- 1945年（昭和20年）5月22日 - 松原站至濤濤園前站之間被廢除（路軌後來成為三善製紙的專用線）[4]。
- 1971年（昭和46年）9月1日 - 全線廢除[2][4][5][12]。

## 運行形態
在整條路線中，中途可列車交會的車站包括畝田和金石2座。在一日的時間表中，畝田上下行列車每30分鐘便會有列車交會的情況，共有36個往返班次。另外貨物列車會跟隨客運列車行走，共有6個往返班次（直至路線廢除前）。

## 車站列表
所有車站都是在石川縣金澤市內。車站名稱是取自廢站時一刻。
圖例
列車交會 … ◇・Ｖ：可進行交會，｜：不可進行交會

### 本線
| 中文站名   | 日文站名 | 英文站名        | 站間營業距離 | 累計營業距離 | 接續路線                                                                                | 月台   | 列車交會 | 站員當值 |
| ---------- | -------- | --------------- | ------------ | ------------ | --------------------------------------------------------------------------------------- | ------ | -------- | -------- |
| 中橋       |          | Nakabashi       | -            | 0.0          | 國鐵：北陸本線 北陸鐵道：淺野川線（北鐵金澤站）、金澤市內線（金澤站前電停、六枚町電停） | 1面2線 | Ｖ       | ◎        |
| 長田町     |          | Nagatamachi     | 0.6          | 0.6          |                                                                                         | 1面1線 | ｜       | ◎        |
| 北町       |          | Kitamachi       | 1.2          | 1.8          |                                                                                         | 1面1線 | ｜       |          |
| 藤江       |          | Fujie           | 0.9          | 2.7          |                                                                                         | 1面1線 | ｜       |          |
| 畝田       |          | Uneda           | 1.0          | 3.7          |                                                                                         | 1面2線 | ◇        |          |
| 寺中       |          | Jichu           | 0.8          | 4.5          |                                                                                         | 1面1線 | ｜       |          |
| 金石       |          | Kanaiwa         | 0.9          | 5.4          |                                                                                         | 2面2線 | ◇        | ◎        |
| 三善製紙前 |          | Sanzenseishimae | 0.6          | 6.0          | 北鐵鉄道：金石線（支線）                                                                | 1面1線 | ｜       |          |
| 無量寺     |          | Muryoji         | 0.5          | 6.5          |                                                                                         | 1面1線 | ｜       |          |
| 大野港     |          | Onominato       | 0.7          | 7.2          |                                                                                         | 1面1線 | ｜       | ◎        |

### 支線
- 松原站都是後來的三善製紙前站

| 中文站名 | 日文站名 | 英文站名  | 站間營業距離 | 累計營業距離 | 接續路線                 | 月台   | 列車交會 | 站員當值 |
| -------- | -------- | --------- | ------------ | ------------ | ------------------------ | ------ | -------- | -------- |
| 松原     |          | Matsubara | -            | 0.0          | 北陸鉄道：金石線（本線） | 1面1線 | ｜       |          |
| 濤濤園前 |          | Tōtōen    | 0.4          | 0.4          |                          | 1面1線 | ｜       |          |

## 使用車輛
MoHa3000形（MoHa3001-3005）
1949年製造。在1964年，連同SaHa3011，共5架車輛從石川總線遷移至此線上行走。取代了MoHa3301和MoHa1831等車輛。在路線廢除前，以這5架車行走金石線。在廢除後轉往小松線繼續服役。另外，截至2021年，1架車輛由私人擁有。
MoHa3300形（MoHa3301）
與石川總線的MoHa3010形差不多相同，都是全鋼製、無門檻和無頂板的車身。這是當時北陸鐵道中，一架較現代風格的新車。在1958年（昭和33年）11月由日本車輛製造。詳情參見北陸鐵道SaHa1000形電動列車。
MoHa1830形（MoHa1831）
前加南線MoHa1800形的MoHa1803。在1942年（昭和17年）由木南車輛製造。半鋼高地台車輛，車頭略呈圓形。該車擁有當時私鐵鐵路線標準風格，在前方設有排障器，靠近大野港一方設有電桿裝備。後來，此車與MoHa3301同樣改用の集電弓。隨後車輛轉往淺野川線服役，編號改為MoHa3560形MoHa3563。
MoHa1200形（MoHa1201）
前能美電氣鐵道DeBo301。在1937年（昭和12年）由木南車輛製造。車長11.8米，為一架小型半鋼製轉向車，擁有高地台地面，車頭設有小型救助網。集電裝置使用電桿裝備。在1962年轉往小松線服役，並且集電裝置改為Z形集電弓。
SaHa550形（SaHa551）
在1924年（大正13年）由日本車輛製造。木製小型轉向車。
SaHa700形（SaHa701）
在1927年（昭和2年）由日本車輛製造。半鋼製2軸車。曾經為前金石電氣鐵道MoHa11→北陸鐵道MoHa611。在北陸鐵道成立後拆除集電裝備，變為拖車。在1963年（昭和38年）轉往小松線服役。
MoHa810形（MoHa811）
在1924年（大正13年）由日本電氣車輛製造，木製鐵路屋頂轉向車。該車輛曾經為池上電氣鐵道MoHa15形MoHa18→越中鐵道DeHa6→溫泉電軌DeHa14。該車輛曾經在片山津線和能美線上使用，後來轉遷至金石線，型號變為MoHa810形811。前面車頭上設置半嵌入式頭燈和魚雷形通風口，風格比較獨特。該車輛在1962年（昭和37年）4月退役。
MoHa1600形（MoHa1601）
前淺野川電氣鐵道Ka5→DeHa2。在1927年（昭和2年）由日本車輛製造。與上田交通圓窗電車MoHa5250形相似風格的半鋼製轉向車。在1964年（昭和39年）拆除集電裝備，變為SaHa1601，並轉往小松線服役。
EB30形（EB301）
推測為前若松市交通局電力機車2。在1956年（昭和31年）轉往北陸鐵道服役，用作金石線的貨運列車。
EB12形（EB121-3）
能美電氣鐵道開業時的木造兩軸車De1形→北陸鐵道MoHa541-543。在1959年（昭和34年）改裝為電力機車。共有3輛，EB121停泊在能美線新寺井站、EB122停泊在石川線白菊町站和EB123停泊在此線金石站。該機車用作調度貨車之用。另外，EB122在1970年（昭和45年）遷移至此線上。EB123在1966年（昭和41年）改裝為轉向車，並增加至4個主馬達，成為ED211。
DL21形
在1963年（昭和38年）由協三工業製造，凸形車身B形柴油機車。隨著北陸本線交流電氣化，電力機車不能夠再進入金澤站內，該機車用作牽引貨車至金澤站的引上線。

### 金石電氣鐵道時代
- 1-3 在電氣化時從京都電氣鐵道（日语：京都電気鉄道）引入N電（171-173號）。後來車型變為北陸鐵道DeHa1-3→MoHa522、523（DeHa1被退役）[15]。
- 4、5 在1915年由梅鉢製造的木製轉向拖車。一邊的車門都有2道，另一邊則有3道。車門配置非左右對稱。後來車型變為北陸鐵道SaHa531、532。
- 6 木製兩軸車，製造日期及製造商不詳。在1938年已經被退役。
- 7、8 在1921年由名古屋電車製造的木製兩軸車。後來車型變為北陸鐵道MoHa561、562。
- 9、10 在1928年從鐵道省購入的三等兩軸客車[16]Ha2083、2084[17]。原本為五門設計，在末期變為兩門設計。後來車型變為北陸鐵道SaHa101、102。
- 11 在1936年由日本車輛製造的鋼製兩軸車。後來車型變為北陸鐵道MoHa611，後來拆除集電裝備，變為上述SaHa700形。
- 12-14 在1938年從鐵道省購入的前簸上鐵道三等轉向客車。後來車型變為北陸鐵道SaHa511、501、521。
- 15 從京王電氣軌道轉讓的前武藏中央電氣鐵道（日语：武蔵中央電気鉄道）鋼製轉向車。後來車型變為北陸鐵道MoHa1101。

## 廢線後狀況
金石站遺址變成北陸鐵道的巴士總站，該總站在1971年12月16日落成啟用。另外，大野港站遺址變成巴士站與回轉場。

## 替代巴士
北陸鐵道巴士設有從大野港、金石地區，經中橋，連接武藏辻、香林坊等金澤市內各地的路線。另外設有平日早上1班前往金澤站西口。

## 注腳